# Купріянівка (селище)
Купріянівка —  селище в Україні, у Кривоозерській селищній громаді Первомайського району Миколаївської області. Населення становить 13 осіб.